# Coronavirus
Coronavirusurile sau coronavirinele (Coronavirinae, numite și Orthocoronavirinae), abreviat CoV, sunt o subfamilie de virusuri din familia coronaviridelor care include 4 genuri: Alphacoronavirus, Betacoronavirus, Gammacoronavirus și Deltacoronavirus. Coronavirusurile au o formă variabilă, sferică sau ovoidală, pleomorfă, diametrul de 120-160 nm, având un înveliș extern pe care se află niște proeminențe glicoproteice, numite spicule (peplomere), foarte lungi (24 nm), pedunculate, cu extremități rotunjite, bulboase, aranjate în așa fel încât, la microscopul electronic, dau aspect de coroană solară (de unde și denumirea de coronavirusuri). Spiculele au rolul de a se lega de receptorii celulari, favorizând infecția celulelor sensibile.

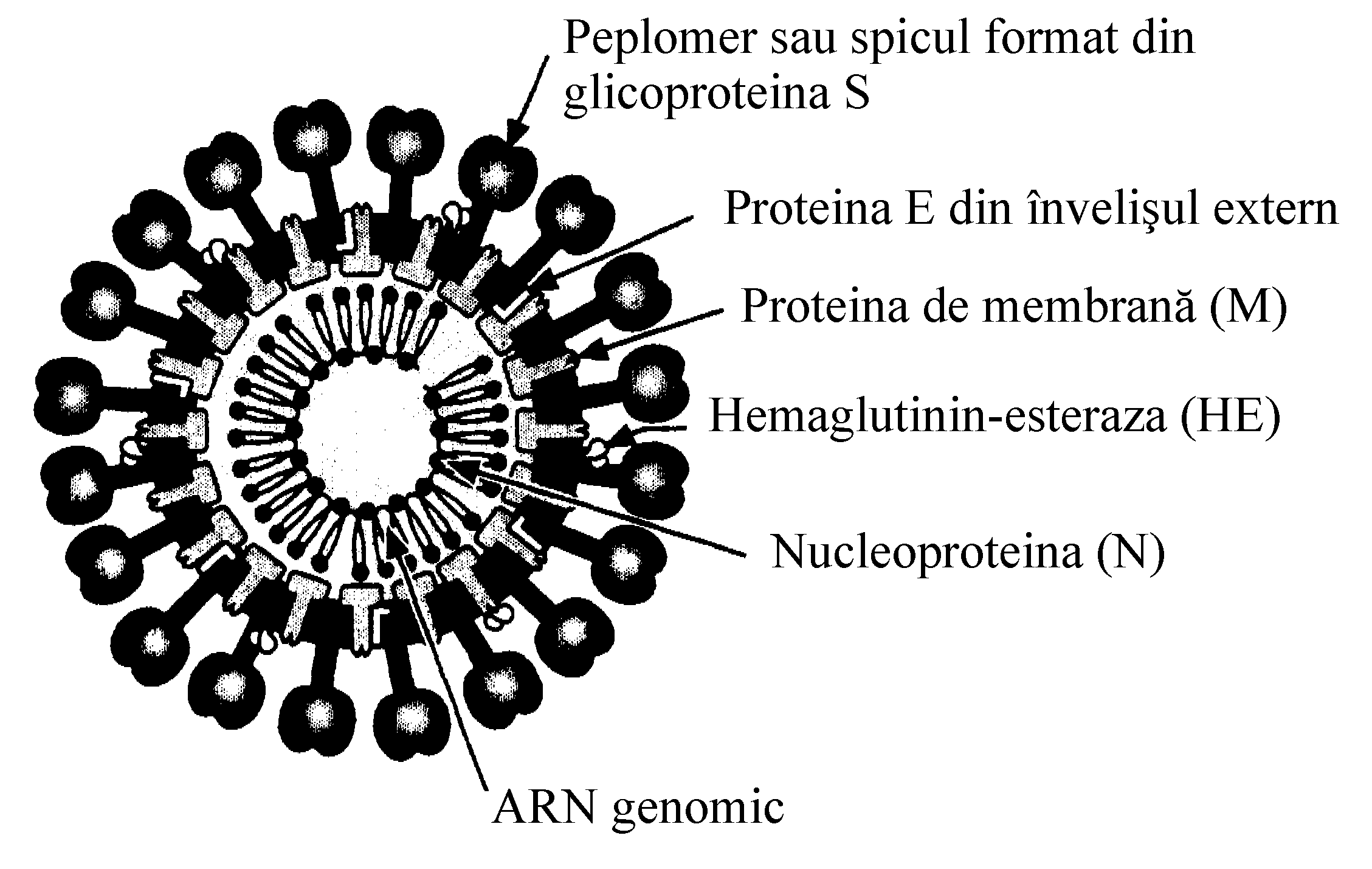
Schema unui coronavirus cu evidențierea principalelor componente

Virionul are un înveliș extern de natură lipoproteică, care conține proteine virale: glicoproteină S (proteina structurală a spiculelor), proteină E de înveliș, proteină de membrană (M), hemaglutinin-esterază (HE). Spiculele coronavirusurilor se lega de receptorii celulari, favorizând infecția celulelor sensibile. Receptorul celular pentru coronavirusul uman 229E este aminopeptidaza N, în timp ce receptor pentru SARS-CoV și SARS-CoV-2 este enzima de conversie a angiotensinei 2 (ACE2). Receptorul pentru MERS-CoV este dipeptil peptidaza 4, cunoscută și sub numele de CD26. 
Genomul constă într-o singură moleculă lineară de acid ribonucleic (ARN), monocatenară, de sens pozitiv, care are 25-33 kb, fiind cel mai mare ARN viral cunoscut. Genomul ARN și proteina N formează o nucleocapsidă helicală, înconjurată de învelișul extern. ARN este infecțios, servește ca genom și ca ARNm viral. Transcrierea genomului este un proces complex și implică sinteza a opt catene de ARN de sens negativ subgenomic intermediar; cele cinci proteine structurale sunt traduse de la ARN subgenomic.
Coronavirusurile sunt foarte răspândite în natură, producând, la om și animale (păsări, porci, bovine, cai, rozătoare, lilieci, feline, câini) afecțiuni ale căilor respiratorii și gastroenterite, unele foarte grave, iar altele ușoare sau chiar neexprimate clinic. La om, au o mare afinitate pentru macrofage, epitelii respiratorii și enterice, producând peste 1/3 din rinofaringite și alte afecțiuni respiratorii (mai ales toamna și iarna), gastroenterite și o formă particulară a sindromului respirator acut sever (SARS). Sunt al doilea grup viral, după rinovirusuri, responsabil de inducerea rinofaringitelor, răcelii comune la om. La sfârșitul lui decembrie 2019, a fost descoperit un nou coronavirus 2019-nCoV (SARS-CoV-2) în Wuhan, China, care provoacă o pneumonie severă. Bolile oamenilor și animalelor provocate de coronavirusuri sunt numite coronaviroze. Coronavirusurile se transmit direct pe cale respiratorie (prin picături) sau fecal/orală. Nu există un tratament antiviral specific în infecțiile umane cu coronavirus, tratamentul fiind numai simptomatic.

## Descoperire
Coronavirusurile au fost descoperite la începutul anilor 1930, când a fost dovedit că bronșita infecțioasă aviară a puilor de găină a fost cauzată de un virus cunoscut acum sub numele de virusul bronșitei infecțioase aviare. Primele coronavirusuri umane au fost descoperite în anii 1960 de cercetătorii de la Common Cold Unit din Salisbury, Marea Britanie, care au arătat că răcelile comune pot fi provocate nu numai de rinovirusuri, dar și de un coronavirus.

## Etimologie
Denumirea „coronavirus” este derivată din cuvântul latin „corona” pentru coroană sau halo. Aceasta se referă la aspectul caracteristic al virusului, care amintește de o coroană regală sau de corona soarelui. Această morfologie este generată de tipurile de spire virală (S), care sunt peplomeri care colonizează suprafața virusului și determină tropismul gazdă. Această morfologie este generată de peplomeri, o proteină care populează suprafața virusului.

## Proliferare
După ce virusul intră într-o celulă, genomul ARN celular este depus în citoplasmă.
Coronavirusurile au o proteină cunoscută sub denumirea de ARN replicase, care permite transferul ARN-ului virusului în celula gazdă. Replicase este apoi prima proteină care se produce acolo.
ARN-ul este reprodus și se va forma o poliproteină lungă, la care sunt legate toate proteinele. Coronavirusurile au o protează care este capabilă să separe proteinele de lanț. Aceasta este o formă de economie genetică pentru virus, care îi permite să împartă cel mai mare număr de gene într-un număr mic de nucleotide.

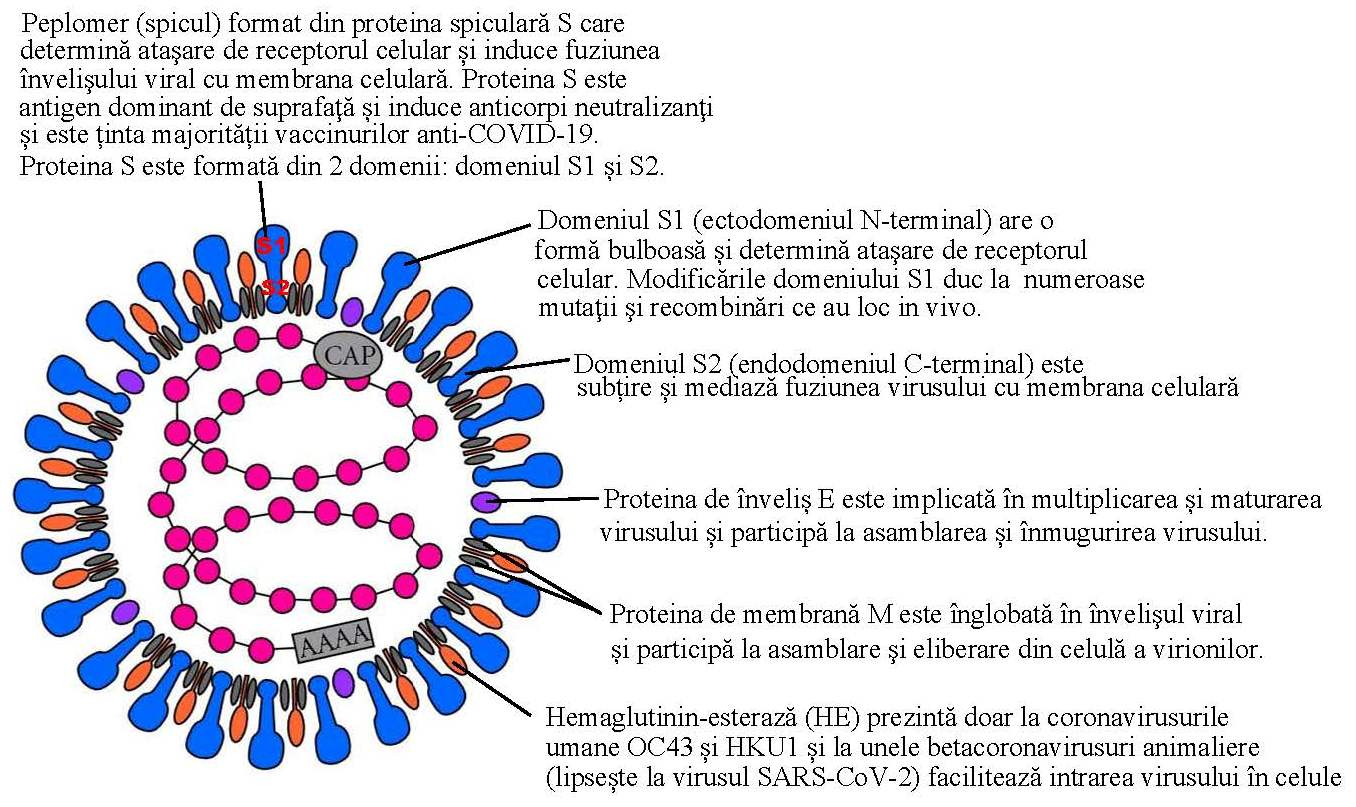
Proteinele de suprafață ale coronavirusurilor

## Clasificarea

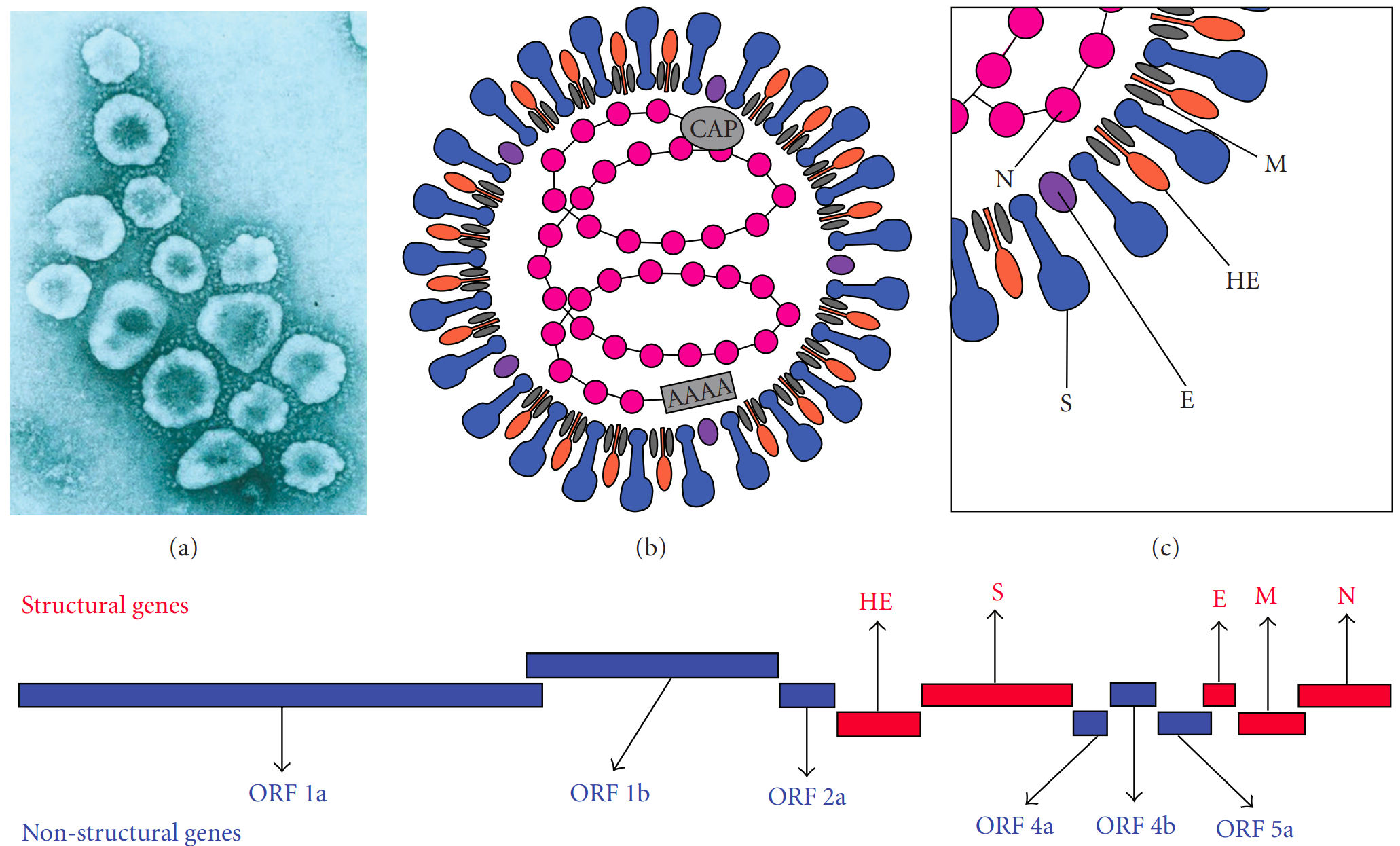
Virionul coronavirusului murin (MHV) și genomul său: (a) Microfotografie electronică ale particulelor de coronavirus. (b, c) Schema organizării proteinelor structurale ale virionului MHV; Virionul MHV este pleomorf și conține un complex intern format din genomul ARN helical și proteina nucleocapsidală (N), înconjurat de un înveliș extern care conține peplomere glicoproteice - glicoproteina S (proteina structurală a spiculelor) - și proteina E de înveliș, hemaglutinin-esterază (HE) și proteină de membrană (M). (d) Organizarea gemomică a virusului MHV; genele structurale sunt prezentate cu litere roșii și genele nestructurale cu litere albastre.

Subfamilia Coronavirinae conține patru genuri și peste 300 de specii și tulpini: În paranteză sunt date subgenurile cursiv după clasificarea NCBI.
- Alfacoronavirusurile (Alphacoronavirus) infectează liliecii, porcii,  pisicile, câinii și omul (rinofaringite cauzate de coronavirusurile umane 229E și NL63).

- Alfacoronavirusul 1 (Tegacovirus)

- Coronavirusul canin (Tegacovirus)
- Coronavirusul felin (Tegacovirus)

- Virusul peritonitei infecțioase feline (Tegacovirus)
- Coronavirusul enteric felin (Tegacovirus)

- Coronavirusul respirator porcin (Tegacovirus)
- Virusul gastroenteritei transmisibile a porcului (Tegacovirus)

- Virusul diareei epidemice porcine (Pedacovirus)
- Coronavirusul 512 al liliecilor Scotophilus (Pedacovirus)
- Coronavirusul 1 al liliecilor Miniopterus (Minunacovirus)
- Coronavirusul HKU8 al liliecilor Miniopterus (Minunacovirus)
- Coronavirusul HKU2 al liliecilor Rhinolophus (Rhinacovirus)
- Virusul sindromului diareii acute porcine (SADS‐CoV) (Rhinacovirus)
- Coronavirusul uman 229E (Duvinacovirus)
- Coronavirusul uman NL63 (Setracovirus)

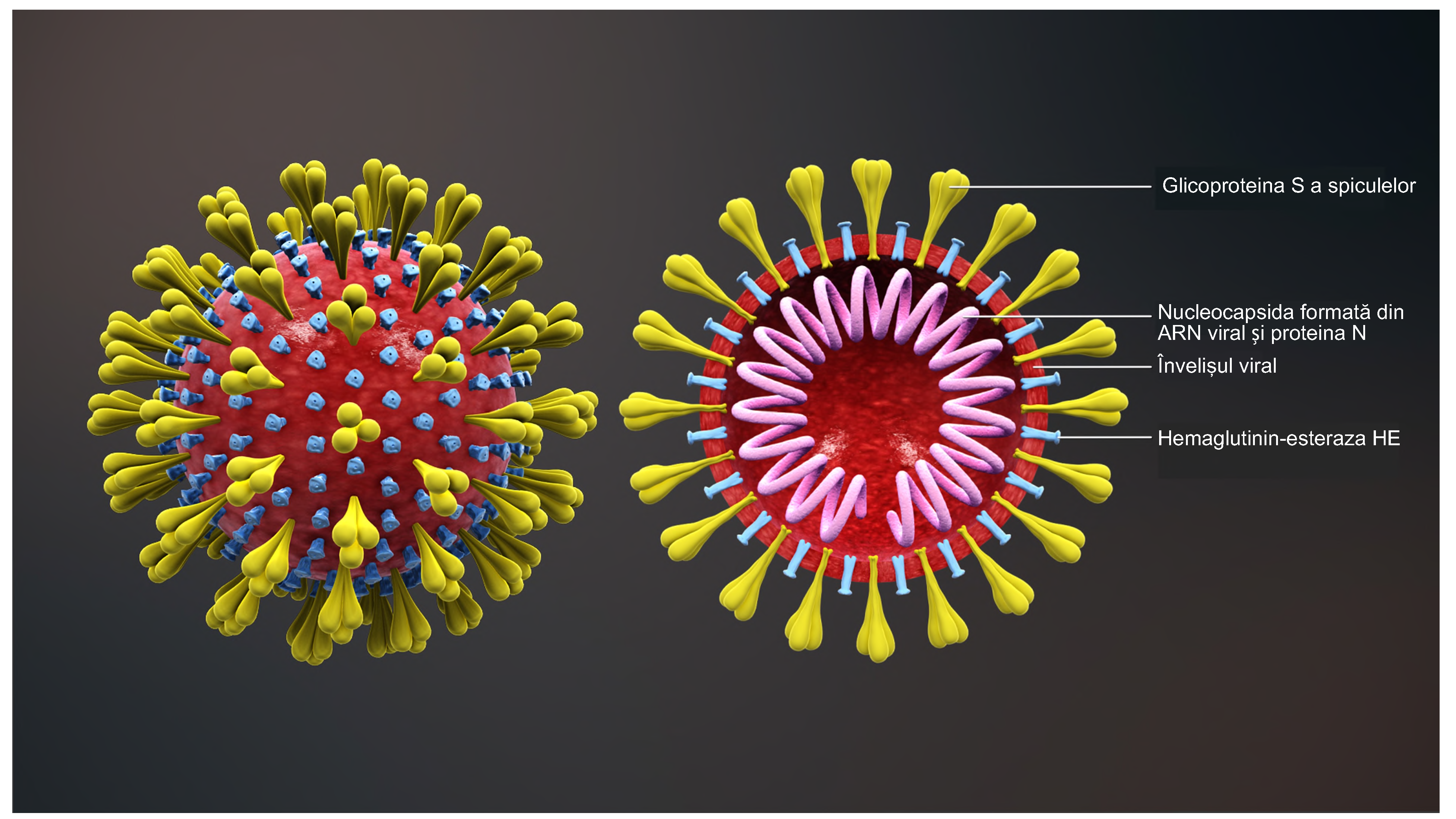
Schema unui coronavirus

- Betacoronavirusurile (Betacoronavirus) circulă în principal la lilieci, dar unele afectează și bovinele, caii, porcii, câinii, șoarecii, șobolanii, aricii și alte mamifere. Două specii provoacă rinofaringite la om (coronavirusurile umane HKU1 și OC43), iar alte două specii provoacă sindroame respiratorii foarte severe la om: coronavirusul sindromului respirator din Orientul Mijlociu (MERS-CoV) și coronavirusul sindromului respirator acut sever din Asia (SARS-CoV). Recent, la sfârșitul lui decembrie 2019, a fost descoperit un nou coronavirus 2019-nCoV în Wuhan, China, care este foarte infecțios și se transmite cu mare ușurință de la om la om și provoacă o pneumonie severă cu mortalitate ridicată.[28][29] Betacoronavirusurile conțin următoarele specii: [22]

- Betacoronavirusul 1 (Embecovirus)

- Coronavirusul bovin (Embecovirus)
- Coronavirusul echin (Embecovirus)
- Coronavirusul uman OC43 (Embecovirus)
- Virusul hemaglutinant al encefalomielitei porcine (Embecovirus)
- Coronavirusul respirator canin (Embecovirus)

- Coronavirusul uman HKU1 (Embecovirus)
- Coronavirusul murin (Embecovirus)

- Virusul hepatitei șoarecelui = virusul hepatitei murine, MHV (Embecovirus)
- Coronavirusul șobolanilor (virusul sialodacrioadenitei șobolanilor) (Embecovirus)

- Coronavirusul alpaca (Alpaca coronavirus) – inițial a fost inclus în alfacoronavirusuri, dar cercetările ulterioare au arătat că aparține betacoronavirusurilor (unclassified Betacoronavirus).

- Coronavirusul HKU5 al liliecilor Pipistrellus (Merbecovirus)
- Coronavirusul HKU9 al liliecilor Rousettus (Nobecovirus)
- Coronavirusul HKU4 al liliecilor Tylonycteris (Merbecovirus)
- Coronavirusul 1 al ariciului (EriCoV) (Merbecovirus)
- Coronavirusuri asociate cu sindromul respirator acut sever

- Coronavirusul sindromului respirator acut sever (SARS-CoV) (Sarbecovirus)
- SARS-CoV-2 sau noul coronavirus 2019-nCoV (Sarbecovirus)
- Coronavirusul sindromului respirator din Orientul Mijlociu (MERS-CoV) (Merbecovirus)
- Coronavirusul asociat cu SARS al liliecilor Rhinolophus (Sarbecovirus)
- Coronavirusul asociat cu SARS al civetei palmiere (Sarbecovirus)
- Coronavirusul asociat cu SARS al bursucului-nevăstuică chinez (unclassified Coronavirinae)

- Gamacoronavirusurile (Gammacoronavirus) sunt în principal virusuri aviare, dar infectează și delfinul.

- Coronavirusul aviar (Igacovirus)

- Coronavirusul curcilor (Igacovirus)
- Virusul bronșitei infecțioase aviare (Igacovirus)
- Coronavirusul raței (Igacovirus)
- Coronavirusul gâștei (Igacovirus)
- Coronavirusul cormoranului neotropical (Igacovirus)
- Coronavirusul fazanului (Igacovirus)
- Coronavirusul porumbelului (Igacovirus)

- Coronavirusul SW1 al delfinului alb (Cegacovirus)

- Deltacoronavirusurile (Deltacoronavirus) sunt în principal virusuri aviare, dar pot infecta și porcul.

- Coronavirusul HKU20 al raței fluierătoare (Andecovirus)
- Coronavirusul HKU11 al bulbului (Buldecovirus)
- Deltacoronavirusul porcin HKU15 (Buldecovirus)
- Coronavirusul HKU13 al muniei (Buldecovirus)
- Coronavirusul HKU16 al păsărilor cu ochelari (Buldecovirus)
- Coronavirusul HKU21 al găinușei de baltă (Moordecovirus)
- Coronavirusul HKU19 al stârcului de noapte (Herdecovirus)
- Coronavirusul HKU12 al sturzului (Thrush coronavirus HKU12)

## Coronaviroze umane
| Virusul                                                                                              | Boala | Istoric | Simptome | Transmiterea | Prevenirea și controlul |
| --- | --- | --- | --- | --- | --- |
| Coronavirusul uman 229E, Coronavirusul uman NL63, Coronavirusul uman OC43, Coronavirusul uman HKU1.  | Rinită acută (guturai, răceala comună). Faringită acută. Laringită acută. Rareori bronșiolită, bronșita acută, pneumonia virală. | Coronavirusurile au fost descoperite la începutul anilor 1930, când a fost dovedit că bronșita infecțioasă aviară a puilor de găină a fost cauzată de un virus cunoscut acum sub numele de virusul bronșitei infecțioase aviare. Primele coronavirusuri umane au fost descoperite în anii 1960 de cercetătorii de la Common Cold Unit din Salisbury, Marea Britanie, care au arătat că răcelile comune pot fi provocate nu numai de rinovirusuri, dar și de un coronavirus. | Senzație neplăcută de nas înfundat și uscat, urmată de strănuturi repetate și rinoree abundentă (inițial apoasă, apoi gălbuie). Senzația de gâdilare și de arsură a mucoasei nazale. Mirosul, gustul și apetitul sunt diminuate. Apare frecvent și o răgușeală, cu tuse uscată, iritativă. febra rareori depășește 38,2° C în primele 2-3 zile. După 5-7 zile, toată simptomatologia se stinge treptat. | Prin contact direct și aerogen și mai rar indirect, prin obiecte proaspăt contaminate cu virus (batiste). Sunt virusuri omniprezente. | Nu există încă un vaccin. Măsurile profilactice de rutină (izolare, dezinfecție). O măsură bună de igienă constă în folosirea de batiste de celuloză, cu aruncarea lor apoi în cutii speciale închise sau în foc. |
| Coronavirusul sindromului respirator acut sever (SARS-CoV)                                           | Sindromul respirator acut sever (SARS)                                                                                           | Primul caz a fost înregistrat în noiembrie 2002 în China, în provincia Guandong; în următoarele luni boala a fost raportată la peste 8000 de persoane (inclusiv la 1706 de cadre medicale). Dintre aceste cazuri, 774 au decedat, letalitatea fiind de 9,6%. Epidemia s-a răspândit în 29 de țări de pe 5 continente. După această epidemie din 2002-2003 nu au fost raportate alte cazuri. | Febră (>38° C), frisoane, mialgii, tuse uscată, dispnee și deteriorarea severă a funcției respiratorii (detresă respiratorie). | Sursa de infecție este omul cu infecție simptomatică. Transmiterea bolii se realizează direct prin picăturile nazofaringiene din aer și indirect prin contaminare de la persoane infectate, prin contactul cu aceștia, sau prin obiecte contaminate cu secreții nazofaringiene infectante. Rezervorul natural sunt probabil liliecii. | Nu există un tratament antiviral specific sau preventiv (vaccin), tratamentul fiind numai simptomatic. În absența unui vaccin, prevenirea transmiterii SARS implică: triajul epidemiologic, detectarea precoce și izolarea cazurilor, supravegherea și carantinarea contacților, supravegherea sanitară a frontierelor. |
| Coronavirusul sindromului respirator din Orientul Mijlociu (MERS-CoV)                                | Sindromul respirator din Orientul Mijlociu (MERS)                                                                                | Primele cazuri de infecții cu virusul MERS-CoV au apărut în iunie 2012 în Arabia Saudită și Qatar. În mai 2015, au fost confirmate 1180 de cazuri și au fost raportate 483 (41%) de decese. Au fost predominant afectate țările din Orientul Mijlociu - Arabia Saudită, Qatar, Iordania și Emiratele Arabe Unite, dar au fost raportate cazuri importate în Marea Britanie, Olanda, SUA și Asia. Cea mai mare epidemie în afara Orientului Mijlociu a avut loc în Coreea de Sud în 2015, care a afectat mai multe spitale și 185 de persoane, provocând 36 (19,5%) decese. Din 2012 până în noiembrie 2019 au fost raportate la Organizația Mondială a Sănătății (OMS) 2.494 de cazuri de infecție cu virusul MERS-CoV și 858 de decese. | Simptomele includ: febră, dispnee și tuse. Pot fi, de asemenea, prezente simptomele gastro-intestinale cu diaree, vărsături și dureri abdominale. Majoritatea (90%) dezvoltă o pneumonie severă sau sindrom de detresă respiratorie și necesită terapie intensivă. | Rezervorul natural sunt probabil liliecii care transmit virusul gazdei intermediare - cămila, care este sursa de infecție pentru om. Majoritatea cazurilor de MERS au apărut în unitățile de asistență medicală. Virusul nu se transmite ușor de la o persoana la alta cu excepția unui contact strâns, cum este în cazul îngrijirii unui bolnav fără aplicarea măsurilor de protecție. Transmiterea între indivizi, în populația generală este limitată. | Nu există un tratament antiviral specific sau preventiv (vaccin), tratamentul fiind numai simptomatic.Spălarea mâinilor cu apă și săpun, sau cu alte dezinfectante, mai ales după tuse, strănut. Acoperirea nasului și gurii cu o batistă de hârtie în cazul tusei sau strănutului și apoi aruncarea batistei în coșul de gunoi pentru eliminarea în condiții de siguranță. Evitarea atingerii ochilor, nasului și gurii cu mâinilor, deoarece aceasta pot transmite virusul după contactul cu suprafețele contaminate. Evitarea contactului cu persoanele infectate și aplicarea de măști faciale în locuri supraaglomerate. Evitarea contactului apropiat cu persoane bolnave, cum ar fi sărutul, schimbul de băuturi și a ustensilelor pentru mâncat. Curățarea și dezinfectarea frecventă a suprafețelor atinse, de ex. a jucăriilor și clanței ușii.                   |
| Coronavirusul sindromului respirator acut sever 2 (SARS-CoV-2) sau noul coronavirus 2019 (2019-nCoV) | COVID-19 (Infecția coronavirală COVID-19) sau infecția cu noul coronavirus sau infecția cu coronavirusul SARS-CoV-2              | Infecția cu virusul nCoV a apărut în decembrie 2019 în orașul Wuhan, China, de unde s-a propagat în majoritatea provinciilor chineze și apoi în toate țările din lume. În România primul caz de infecție cu noul coronavirus a fost confirmat pe 26 februarie 2020 la un bărbat din județul Gorj. La nivel global, aproximativ 3,4% din pacienții cu COVID-19 au decedat (mortalitatea în Italia a ajuns la 6,6%). Prin comparație, gripa sezonieră are o mortalitate mult mai mică de 0,01-0,02% din cei infectați, boala virala Ebola mult mai mare - 63%, SARS - 9,5%, MERS - 34,4%. | Infecții respiratorii, inclusiv o infecție respiratorie acută severă (SARI) Infecția cu virusul nCoV poate fi ușoară, moderată sau severă; acesta din urmă include o pneumonie atipică severă, sindromul de detresă respiratorie acuta (SDRA). Pacienții cu infecție virală ușoară a căilor respiratoare superioare pot avea simptome nespecifice precum febră, tuse, dureri în gât, congestie nazală, stare de rău general, cefalee, mialgie. În cazuri severe apare o pneumonie severă cu febră (>38° C), tuse, tahipnee (> 30 respirații/min.), cianoză, detresă respiratorie acută (respirație stertoroasă, dispnee) cu o mortalitate crescută. Într-un studiu din China a 41 de pacienți internați într-un spital din Wuhan cu infecție cu virusul nCoV simptomele obișnuite la debutul bolii au fost febra (98%), tusea uscată (76%) și mialgia sau astenia (44%); simptome mai puțin frecvente au fost eliminarea de spută (28%), cefaleea (8%), hemoptizia (5%) și diareea (3%). Dispneea a apărut la 55% din 40 de pacienți (în medie la 8 zile de la debutul bolii). 63% din 41 de pacienți au avut limfopenie. La toți pacienții la examenul CT toracic s-a găsit pneumonie cu leziuni atipice. Complicațiile au fost sindromul de detresă respiratorie acută (29%), viremie ARN (15%), insuficiența cardiacă acută (12%) și infecția secundară (10%). 13 (32%) pacienți au fost internați într-o unitate de terapie intensivă și șase (15%) au murit. | Sursa primară a infecției nu este cunoscută (probabil contact cu animale infectate de lilieci). Se presupune că transmiterea este similară cu cea a MERS-CoV și SARS, pe cale respiratorie, prin picături de secreție nazofaringiană (picături Flügge), produse când o persoană infectată tușește, strănută sau vorbește și prin contact direct sau indirect cu secrețiile nazofaringiene de la o persoană infectată depuse pe mâini sau pe suprafețe (mese, birouri, îmbrăcăminte etc.) în caz dacă se atinge cu mâna ochii, nasul său gura. Transmiterea este posibilă și când are loc contactul direct cu fluidele (sânge, materii fecale, urină, salivă, spermă) de la o persoană infectată. Virusul se transmite ușor de la un om la altul. Boala apare la persoane care au avut contact apropiat cu un caz confirmat sau probabil de COVID-19 sau au avut istoric de călătorie în zonele afectate (din China, Italia etc.) în perioada de 14 zile anterioare debutului simptomelor. | Sunt disponibile câteva vaccinuri pentru prevenirea infecției înregistrate în Uniunea Europeană produse de companiile farmaceutice BioNTech-Pfizer, AstraZeneca, Janssen, Moderna și mai multe antivirale în curs de evaluare. Pacienții suspectați de infecție cu 2019-nCoV sunt plasați într-o zonă separată de ceilalți pacienți, cu măsuri de prevenire pentru transmiterea aeriană, prin contact și prin picături Flügge. Utilizarea echipamentului individual de protecție de către personalul medical. Bolnavii vor folosi șervețelelor de unică folosință în caz de tuse. Bolnavii și contacții din zonele afectate for purta măști. Spălarea pe mâini cu apă și săpun sau cu soluții pe bază de alcool. Evitarea contactului apropiat cu persoanele care tușesc și au febră. Supravegherea sanitară a frontierelor și aeroporturilor pentru depistarea bolnavilor. |

## Coronaviroze animaliere
| Virusul                                                             | Boala                                                                                     | Simptome | Transmiterea                                                | Prevenirea și controlul                                                                                       |
| ------------------------------------------------------------------- | ----------------------------------------------------------------------------------------- | --- | ----------------------------------------------------------- | --- |
| Coronavirusul enteric felin                                         | Enterită felină                                                                           | Gastroenterită ușoară și diaree | Contact direct și pe cale fecal-orală din fecalele materne  | Întreruperea ciclului de transmitere, carantină, măsuri sanitar-igienice riguroase                            |
| Virusul peritonitei infecțioase feline                              | Peritonita infecțioasă a felinelor                                                        | Peritonită, pneumonie, semne neurologice etc.                                                                                          | Prin sânge, fluide corporale                                | Întreruperea ciclului de transmitere, carantină, măsuri sanitar-igienice riguroase                            |
| Coronavirusul canin                                                 | Enterita cu coronavirus                                                                   | Gastroenterită ușoară și diaree. Posibilă enterită severă și semne sistemice (leucopenie)                                              | Pe cale fecal-orală                                         | Vaccin inactivat                                                                                              |
| Coronavirusul respirator canin                                      | Afecțiuni respiratorii                                                                    | Rinoree seroasă, episoade de tuse paroxistică și febră                                                                                 | Prin aerosoli                                               | Nu sunt disponibile vaccinuri                                                                                 |
| Virusul gastroenteritei transmisibile a porcului                    | Gastroenterita transmisibilă a porcului (GET)                                             | Gastroenterită. Diaree apoasă, vărsături, deshidratare                                                                                 | Pe cale fecal-orală                                         | Vaccin oral atenuat la scroafele gestante. Măsuri sanitar-igienice riguroase                                  |
| Coronavirusul respirator porcin                                     | Coronaviroza respiratorie porcină                                                         | Simptome respiratorii ușoare până la grave sau subclinice                                                                              | Virusul este eliminat prin secrețiile bronșice, nazale      | Nu este disponibil un vaccin                                                                                  |
| Virusul diareei epidemice porcine                                   | Diareea epidemică a porcului (DEP)                                                        | Gastroenterită. Diaree apoasă, vărsături, deshidratare                                                                                 | Pe cale fecal-orală                                         | Vaccin inactivat și vaccin oral cu virus viu atenuat la scroafele gestante. Măsuri sanitar-igienice riguroase |
| Virusul hemaglutinant al encefalomielitei porcine                   | Encefalomielita porcină cu virus hemaglutinant                                            | Vomitări, cașexie, encefalomielita, anorexie, Encefalomielită: hiperestezie, tremurături musculare, mers necoordonat, retropulsie.     | Aerosoli, secreții oronazale                                | Măsuri sanitar-igienice riguroase. Păstrarea scroafele imune. Nu sunt disponibile vaccinuri                   |
| Deltacoronavirusul porcin HKU15                                     | Gastroenterită                                                                            | Diaree apoasă la scroafe și purcei. | Pe cale fecal-orală                                         | Nu sunt disponibile vaccinuri. Măsuri severe de biosecuritate pentru a evita diseminarea virusului.           |
| Virusul sindromului diareii acute porcine (SADS‐CoV)                | Gastroenterită                                                                            | Diaree severă la purceii sugari. | Pe cale fecal-orală                                         | Nu sunt disponibile vaccinuri. Măsuri severe de biosecuritate pentru a evita diseminarea virusului.           |
| Coronavirusul bovin                                                 | Enterită cu coronavirus la viței                                                          | Gastroenterită cu diaree profuză sau diaree hemoragică, deshidratare, scăderea secreției de lapte, afecțiuni respiratorii              | Pe cale fecal-orală, prin aerosoli, picături Flügge         | Vaccinarea maternă cu vaccin inactivat sau atenuat                                                            |
| Coronavirusul echin                                                 | Gastroenterită                                                                            | Anorexie, letargie și febră, poate apărea diareea                                                                                      | Pe cale fecal-orală                                         | Nu sunt disponibile vaccinuri                                                                                 |
| Virusul bronșitei infecțioase aviare                                | Bronșita infecțioasă aviară (afectează puii de găină și găinile adulte)                   | Traheobronșită, Raluri traheale, tuse, strănut și scurgeri nazale. Nefrită. Scăderea producției de ouă și deprecierea calității ouălor | Prin aerosoli și ingestia alimentelor contaminate cu fecale | Sunt disponibile vaccinuri multivalente atenuate și inactive. Măsuri sanitar-igienice riguroase.              |
| Coronavirusul curcilor (virusul crestei albastre)                   | Enterita transmisibilă a curcilor (boala crestei albastre)                                | Depresie, inapetență, hipotermie, deshidratare, slăbire și diaree. Creasta și uneori și pielea capului devin cianotice.                | Pe cale fecal-orală și aerosoli                             | Vaccin inactivat                                                                                              |
| Virusul hepatitei șoarecelui                                        | Infecții digestive                                                                        | Enterită, hepatită, encefalomielită demielinizantă                                                                                     | Prin aerosoli și contact direct                             | Depopulare. Carantina preventivă                                                                              |
| Coronavirusul șobolanilor (virusul sialodacrioadenitei șobolanilor) | Dacrioadenită (inflamația glandei lacrimale) și sialoadenită (inflamația glande salivare) | Rinită, epiforă, pneumonie | Prin aerosoli și contact direct                             | Depopulare. Carantina preventivă                                                                              |

## Prevenire și tratament
Un număr de vaccinuri care utilizează diferite metode au fost dezvoltate împotriva coronavirusului uman SARS-CoV-2. Au fost identificate și ținte antivirale împotriva coronavirusurilor umane, cum ar fi proteaze virale, polimeraze și proteine de intrare. Se dezvoltă medicamente care vizează aceste proteine și diferitele etape ale replicării virale.
Vaccinurile sunt disponibile pentru coronavirusurile animale IBV, TGEV și CanV CoV, deși eficacitatea lor este limitată. În cazul focarelor de coronavirusuri animale foarte contagioase, cum ar fi PEDV, pot fi utilizate măsuri precum distrugerea întregilor efective de porci pentru a preveni transmiterea către alte efective.

## Legături externe
- World Health Organization (WHO). Novel Coronavirus (2019-nCoV).
- European Centre for Disease Prevention and Control. Novel coronavirus.
- Centers for Disease Control and Prevention (CDC, USA). 2019 Novel Coronavirus, Wuhan, China.
- Comunicate de presă. Ministerului Sănătății al României
- Institutul Național de Sănătate Publică. Centrul Național de Supraveghere și Control a Bolilor Transmisibile. Infecția cu noul Coronavirus (2019-nCoV).
- Virus Pathogen Database and Analysis Resource (ViPR): Coronaviridae
- German Research Foundation (Coronavirus Consortium)